# 4-та Холмська дивізія Дієвої армії УНР
4-та Холмська дивізія Дієвої армії УНР (Сірожупанна дивізія) — піхотна дивізія Армії Української Народної Республіки, що входила до складу Волинської групи.

## Історія

### Формування
В травні 1919 року в результаті розгрому на Волині польськими та більшовицькими військами Холмської групи армії УНР її залишки було реорганізовано в однойменну дивізію та включено до складу Волинської групи. Згодом була перейменована на 4-ту Сіру (Сірожупанну) дивізію.

### Бойовий шлях
Дивізія брала участь у збройній боротьбі проти більшовицьких військ в районі Кам'янця-Подільського
Під час спільного походу Дієвої армії УНР та Української Галицької армії на Київ у складі Волинської групи брала участь у загальному наступі на Одесу.
1 вересня 1919 року разом з 1-ю Північною дивізією завдала важких втрат 45-й дивізії РСЧА, що дозволило українським військам захопити м.Бірзула, де було здобуто багато військового майна.
Брала участь в боях з білогвардійськими військами восени 1919 року.
15-16 листопада 1919 року після важких втрат залишки 1-ї Північної та 4-ї Сірожупанної дивізій було зведено у Волинську дивізію.

## Командування
- Володимир Янченко (4 червня 1919 - 5 вересня 1919)
- Григорій Грудина (5 вересня 1919 - 2 жовтня 1919)
- Наум Никонів (2 жовтня 1919 - 31 жовтня 1919)

## Склад
Станом на 16 серпня 1919 року до складу дивізії входили:
- штаб;
- 10-й полк Сірожупанників;
- 11-й полк Сірожупанників;
- 10-й гарматний полк;
- 4-й технічний курінь;
- 4-й запасний курінь;
- 1-й кінний ім. М. Залізняка полк.

Загальна чисельність дивізії станом на 23 серпня становила до 2 000 чоловік, з них близько 1 300 багнетів і шабель. На її озброєнні у цей час знаходилося 44 кулемети та 4 гармати.

## Військовики дивізії
- Петро Ганжа — командир 10-го Сірожупанного полку
- Олександр Пучковський — начальник оперативного відділу штабу